# Darrell Elston
Darrell Eugene Elston (Tipton, 15 agosto 1952) è un ex cestista statunitense, professionista nella ABA e nella NBA.

## Carriera
Venne selezionato dagli Atlanta Hawks al terzog giro del Draft NBA 1974 (43ª scelta assoluta).